# فؤاد الخوري
فؤاد الخوري (باريس, 1952) مصور فوتوغرافي لبناني.
لاقت الصور التي تجسد الحرب على لبنان نجاحا كبيرا وكانت مصدر شهرته. ولد الكوري في باريس ، وهو ابن المهندس المعماري اللبناني بيار الخوري. درس الهندسة المعمارية في لندن قبل أن ينتقل إلى التصوير الفوتوغرافي.

## أفلامه
- مرحبا في بيروت، 2005
- الرحيل، 2004
- رسائل إلى فرنسين، 2002
- أسطورة التجول، 2001
- أيام هادئة في فلسطين، 1998

## وصلات خارجية
- الموقع الشخصي لفؤاد الخوري